# Реки в Русия

## Описание на водосборните басейни
По данни на Държавния воден регистър на Русия броят на реките в страната над 10 км е около 3,2 млн. броя. Те принадлежат към четири главни водосборни басейна, които от своя страна страна се делят на второстепени (морски) водосборни басейни: Атлантически океан (Черно море, Азовско море и Балтийско море); Северен ледовит океан (Баренцево море, Бяло море, Карско море, море Лаптеви, Източносибирско море и Чукотско море); Тихи океан (Берингово море, Охотско море и Японско море) и Вътрешни безотточни области (Каспийско море, междуречие Волга — Урал, безотточна област в басейна на река Об и басейн на езерото Убсу Нур)
Около 65% от територията на Русия принадлежи към водосборния басейн на Северния ледовит океан и неслучайно тук са най-дългите и с най-големи водосборни басейни реки на страната — общо 2522 реки над 100 км (72% от всички реки над 100 км в Русия), от които 37 над 1000 км (70% от всички „хилядници“). Втори по големина са Вътрешните безотточни области — около 20%, като на първо място е водосборния басейн на Каспийско море с трите големи реки вливащи се в него — Волга (най-голямата европейска река), Урал и Терек. Около 10% от територията на страната попада в Тихоокеанския водосборен басейн с двете големи реки Амур и Анадир, а останалите 5% от площта на Русия принадлежат към водосборния басейн на Атлантическия океан.

## Реки по водосборни басейни
| Водосборен басейн             | Над 1000 km | От 500 до 999 km | От 200 до 499 km | От 100 до 199 km | Общо |
| ----------------------------- | ----------- | ---------------- | ---------------- | ---------------- | ---- |
| Атлантически океан в т.ч.:    | 5           | 9                | 48               | 104              | 166  |
| Черно море                    | 2           | 3                | 7                | 10               | 22   |
| Азовско море                  | 2           | 4                | 25               | 41               | 72   |
| Балтийско море                | 1           | 2                | 16               | 53               | 72   |
| Северен ледовит океан в т.ч.: | 37          | 122              | 648              | 1726             | 2533 |
| Баренцево море                | 1           | 3                | 26               | 74               | 104  |
| Бяло море                     | 1           | 8                | 36               | 145              | 190  |
| Карско море                   | 20          | 58               | 323              | 800              | 1201 |
| море Лаптеви                  | 11          | 40               | 171              | 479              | 701  |
| Източносибирско море          | 4           | 13               | 87               | 214              | 318  |
| Чукотско море                 | –           | –                | 5                | 14               | 19   |
| Тихи океан в т.ч.:            | 5           | 14               | 113              | 337              | 469  |
| Берингово море                | 1           | 2                | 24               | 74               | 101  |
| Охотско море                  | 4           | 11               | 86               | 257              | 358  |
| Японско море                  | –           | 1                | 3                | 6                | 10   |
| Безотточни области в т.ч.:    | 6           | 21               | 91               | 238              | 356  |
| Каспийско море                | 6           | 17               | 86               | 238              | 347  |
| Други безотточни райони       | –           | 4                | 5                | –                | 9    |
| ОБЩО                          | 53          | 165              | 900              | 2405             | 3523 |

От таблицата е видно, че в Русия има 3532 броя реки с дължина над 100 км, от които:
- от 100 до 199 км – 2405 реки;
- от 200 до 499 км – 900 реки;
- от 500 до 999 км – 165 реки;
- над 1000 км – 53 реки.

## Указания за ползване на списъците
Списъкът на реките в Русия е поделен на 4 подсписъка: • Списък на реките в Русия (водосборен басейн на Атлантическия океан) • Списък на реките в Русия (водосборен басейн на Северния ледовит океан) • Списък на реките в Русия (водосборен басейн на Тихия океан) • Списък на реките в Русия (водосборен басейн на безотточните области).
В тях са описани всички реки над 100 км в Европейската територия на страната и всички реки над 200 км в Азиатската част. Списъкът е съставен на следния принцип: океан — море — река – приток от първи порядък – приток от втори порядък и т.н. Пред всеки от притоците, независимо от кой порядък са, е поставен километърът, на които се влива в главната река, като километрите са отчетени от устието към извора на реката с по-висок порядък. Изключения правят тези реки, които не се вливат директно в реката от по-горен порядък, а в някой неин проток, ръкав или близко езеро. Със съответната стрелка са показани кой приток от коя страна на реката се влива: → ляв приток, ← десен приток, считано по посоката на течението на реката с по-голям порядък.